# سوريمي

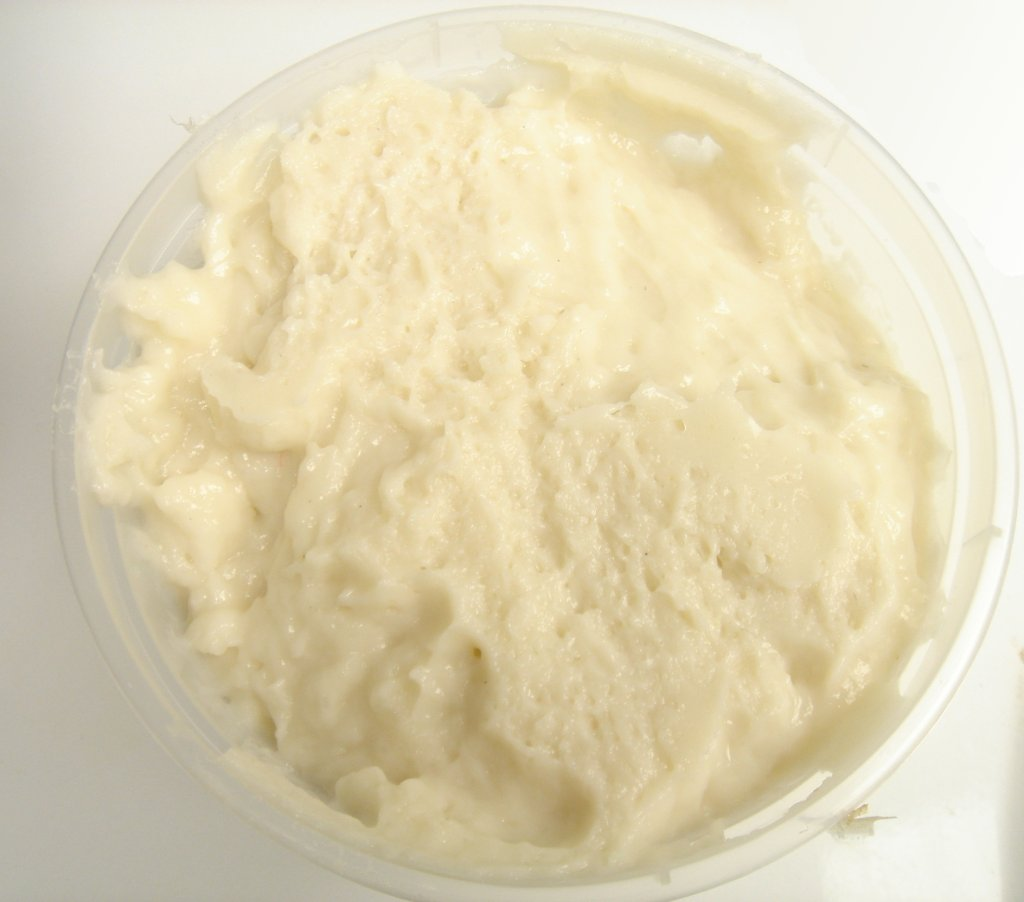

سوريمي (باليابانية: 擂り身, すり身، وتعني حرفيا"لحم مفروم") هي عجينة مصنوعة من السمك المطحون أو أي نوع أخر من اللحم المفروم. هذه العجينة متوفرة بعدة أشكال وهيئات وعادة ما تستخدم لتغيير لون الكركند وسرطان البحر. أكثر منتج شهرة مشتق من السوريمي هو لحم سرطان البحر المصنع (كراب).

## عنها
وهناك مجموعة من الأطعمة الأسيوية الشرقية التي تستخدم سوريمي كأحد مكوناتها الأساسية. بالإضافة إلي أن لديها العديد من الأشكال وعادة ما تستخدم لتغيير لون لحم جراد البحر وسرطان البحر وغيرها من المحار. ويعتبر لحم سرطان البحر أكثر منتجات سوريمي شيوعاً في السوق الغربية ،وخاصة في الولايات المتحدة الأمريكية  كما تعتبر المأكولات البحرية، وأصابع السمك، وأصابع سرطان البحر من الأطعمة المشهورة في دول الكومنولث.
وفي بريطانيا، يشتهر هذا المنتج بأسم أصابع المأكولات البحرية، وقد تم تطوير عملية صنع السوريمي في العديد من مناطق شرق أسيا، ففي الصين كان يستخدم هذا المنتج في صنع كرات السمك، والجنج الشائع في مطبخ فوجيان كما يشتهر المطبخ الصيني ب الكرات المصنوعة من لحم البقر، ولحم الخنزير، بينما يستخدم في اليابان في صنع سجق السمك أو منتجات السوريمي الأخري، مثل كعك السمك وغيرها من منتجات الأسماك الأخرى. ويشتهر مطبخ جنوب شرق أسيا بمنتجات سوريمي المقلية، والمطبوخة علي البخار، بينما يشتهر الغرب بمنتجات سوريمي البحرية مثل سرطان البحر، الجمبري، كالاماري، والاسكالوب. وتقوم العديد من الشركات بإنتاج سجق سوريمي واللانشون ولحم الخنزير والبرجر.